# Movimento do '77
O movimento do '77 (em italiano, movimento del '77) foi um movimento espontâneo surgido na Itália em 1977. Desenvolvido especialmente na esfera dos grupos da esquerda extraparlamentar, foi profundamente diferente em termos tanto de forma como de essência com relação aos movimentos estudantis anteriores, como aquele do 1968, pois era caracterizado por uma explícita contestação ao sistema dos partidos e dos sindicatos, assim como aos movimentos políticos como tradicionalmente desenvolvidos e sobretudo pela proposta de temas até então inéditos.

## Contexto histórico e social

### Características
O movimento surgiu em concomitância à crise das organizações extraparlamentares que haviam conduzido e hegemonizado as lutas sociais nos anos subsequentes ao 1968, em paralelo ao advento daquele que foi definida a "Universidade de massa". Em consequência ao fim da escola classista, que havia entrado numa crise definitiva com as manifestações daquele ano e com o decreto n. 162 de 1969 quanto às mensalidades universitárias, as universidades italianas não eram mais frequentadas quase que exclusivamente por estudantes oriundos das classes sociais mais ricas mas também, em grande parte, por jovens oriundos do proletariado.
Passado quase um decênio desde o início das contestações no ensino e na sociedade, o rigor revolucionários dos velhos grupos se mostrava inadequado e superado. De fato, a contestação se dirigia também à prática política daquelas mesmas organizações das quais os partidários do movimento provinham. Além disso, o movimento feminista, que no início da década havia assistido a um fortíssimo crescimento, estava presente no movimento com suas instâncias de libertação da opressão sexista masculina.
Um aspecto ulteriormente importante foi a ação política do Partito Radicale de Marco Pannella, o qual, após a vitória no referendo italiano sobre o divórcio em 1974, havia aumentado consideravelmente em termos de adesão, concentrando seu empenho na defesa dos direitos humanos, dos direitos civis, em favor do pacifismo e da não violência. Entre as múltiplas instâncias se encontravam as lutas contra o autoritarismo e a repressão, aquelas do movimento de libertação homossexual e do antiproibicionismo. Também é necessário lembrar da difusão da cultura underground daquela época, com jornais dedicados à controcultura e à controinformação, como a revista Re Nudo (Rei Nu), fundada em Milão em 1969 por um grupo de hippies. Em 1975 e 1976, estes grupos haviam organizado, em parceria com a revista, dois grandes encontros pop ("Festival del proletariato giovanile") no Parco Lambro de Milão, inspirados no Festival de Woodstock.
A cultura alternativa também se valia das rádios livres, surgidas após a liberação das transmissões em 1976 e que obtiveram uma discreta difusão no território italiano. A nível internacional é preciso lembrar que justamente no ano de 1977 a "primeira onda" de subcultura punk, a chamada "Punk 77", chegou à Itália, especialmente as cenas britânica e americana.
Neste contexto se desenvolveu um movimento complexo, libertário e criativo, no qual não havia líderes e onde a participação e a responsabilidade eram de caráter estritamente pessoal, apesar do importante papel que continuavam a ter nos embates os militantes do agora dissolvido movimento da Lotta Continua e, especialmente, da Autonomia Operaia.

## As ações políticas
Parte das práticas de luta que caracterizaram o movimento haviam se formalizado ao longo dos anos 70 e tinham a tendência de propor um modelo de ação direta no qual a mudança devia acontecer de imediato, com a reapropriação dos bens e dos espaços reivindicados como de direito. A ocupação de casas abandonadas, a "expropriação proletária", a redução das tarifas de serviços públicos e em geral (dos cinemas aos restaurantes) se tornaram práticas comuns do movimentos, junto a ações distintivas da esquerda extraparlamentar como a militância antifascista.
Participaram do Movimento do '77 também setores marginalizados da sociedade que haviam se constituído, nas metrópoles, com amplas camadas da população das periferias, que viviam em condição de subproletariado, às margens da sociedade e da política nacional. Esta condição de marginalização era reforçada pela circulação e difusão da heroina, que setores do movimento se empenharam ativamente em combater com campanhas de informação e combate ao tráfico.

### Ensaios críticos
- Aa. Vv. "Fatti Nostri", Bertani editore, 1977, (re-edited Rimini, Nda Press, 2007), ISBN 888903517X, ISBN 9788889035177
- Aa. Vv. Millenovecentosettantasette. Manifestolibri, Roma, 1997
- Nanni Balestrini, Primo Moroni. L'orda d'oro (1968-1977. La grande ondata rivoluzionaria e creativa, politica ed esistenziale). SugarCo, 1988 (III ed. Feltrinelli, 2003), ISBN 88-07-81462-5
- Franco Berardi. Dell’innocenza. 1977: l’anno della premonizione. Ombre corte, Verona, 1997
- Franco Berardi, Veronica Bridi (a cura di). 1977, L’anno in cui il futuro incominciò. Fandango libri, Istituto Gramsci Emilia-Romagna, 2002
- Piero Bernocchi. Dal ‘77 in poi. Erre emme edizioni, Roma, 1997
- Sergio Bianchi, Lanfranco Caminiti (a cura di). Settantasette. La rivoluzione che viene. Roma, Castelvecchi, 1997 (2ª ed. DeriveApprodi, Roma, 2004)
- Sergio Bianchi e Lanfranco Caminiti (a cura di). Gli autonomi. Le storie, le lotte, le teorie. Vol. 1. Roma, DeriveApprodi, 2007. ISBN 978-88-89969-01-4
- Sergio Bianchi e Lanfranco Caminiti (a cura di). Gli autonomi. Le storie, le lotte, le teorie. Vol. 2. Roma, DeriveApprodi, 2007. ISBN 978-88-89969-35-9
- Sergio Bianchi e Lanfranco Caminiti (a cura di). Gli autonomi. Le storie, le lotte, le teorie. Vol. 3. Roma, DeriveApprodi, 2008. ISBN 978-88-89969-57-1
- Fabrizio Billi (a cura di). Gli anni della rivolta. 1960-1980: prima , durante e dopo il ‘68. Punto Rosso, Milano, 2001
- Claudio Del Bello (a cura di). Una sparatoria tranquilla. Per una storia orale del ‘77. Odradek, Roma, 1997
- Tommaso De Lorenzis, Valerio Guizzardi, Massimiliano Mita. “Avete pagato caro. Non avete pagato tutto. La rivista Rosso (1973-1979)”, DeriveApprodi, Roma, 2008
- Luca Falciola, "Gli apparati di polizia di fronte al movimento del 1977: organizzazione e dinamiche interne", in Ricerche di storia política 2/2013, pp. 161-182 ISSN 1120-9526
- Marco Grispigni. Il settantasette. Il Saggiatore, Milano, 1997 ISBN 88-428-0511-4 (2ª ed. 1977 Manifestolibri, Roma, 2006, ISBN 88-7285-464-4)
- Gian Ruggero Manzoni - Emilio Dalmonte. Pesta duro e vai trànquilo. Feltrinelli, Milano, 1980
- Raul Mordenti. Frammento di un discorso político. Il ’68, il ’77, l‘89. Essedue edizioni, Verona, 1989
- Claudia Salaris, Pablo Echaurren. Controcultura in Italia 1967-1977. Bollati Boringhieri, Torino, 1999
- Pablo Echaurren. La casa del desiderio. '77: indiani metropolitani e altri strani. Manni, 2005. ISBN 88-8176-633-7

### Romances
- Arpaia, Bruno (2006). Il passato davanti a noi. [S.l.]: Guanda. ISBN 978-88-8246-912-2
- molti compagni, Autori (2007). Bologna marzo 1977... Fatti nostri. [S.l.]: NdA Press. ISBN 978-88-89035-17-7
- Balestrini, Nanni (1987). Gli invisibili. [S.l.]: Bompiani
- Palandri, Enrico (1988). Boccalone. Storia vera piena di bugie. [S.l.]: Feltrinelli. ISBN 978-88-452-5309-6
- Pozzi, Paolo (2007). Insurrezione. [S.l.]: DeriveApprodi. ISBN 978-88-89969-23-6
- Rastello, Luca (2006). Piove all'insù. [S.l.]: Bollati Boringhieri. ISBN 978-88-339-1661-3
- Pier Vittorio Tondelli Altri libertini, Feltrinelli, 1980
- Pino Tripodi Sette Sette, una rivoluzione, la vita, Milieu edizioni, Milano, 2012.
- Angela Caporaso Do you want to start new game? Amande 2012 ISBN 978-88-97681-10-6

## Filmografia
- Verso sera, regia di Francesca Archibugi (1990)
- Il trasloco (documentario), regia di Renato De Maria (1991)
- Alice è in paradiso, regia di Guido Chiesa (2002)
- Paz!, regia di Renato De Maria (2002)
- Lavorare con lentezza - Radio Alice 100.6 MHz, regia di Guido Chiesa (2004)